# Кадочников, Сергей Михайлович
Серге́й Миха́йлович Ка́дочников (род. 19 декабря 1965 года, Городище, Тавдинский район, Свердловская область, СССР) — российский экономист, доктор экономических наук, профессор, директор Санкт-Петербургского филиала Высшей школы экономики в 2013—2021 годах.

## Биография
Родился 19 декабря 1965 года в селе Городище Тавдинского района Свердловской области.
В 1990 году окончил экономический факультет Уральского государственного университета. В 1990—1992 годах проходил обучение в аспирантуре УрГУ. В 1992—1994 годах проходил обучение на факультете экономики и статистики в Констанцском университете, где был удостоен магистерской степени по международной экономике (Lic.Oec.Int.). В 1996 году защитил кандидатскую диссертацию в Институте экономики УрО РАН. Докторской степени удостоен в 2005 году, защитив докторскую диссертацию в Санкт-Петербургском государственном университете. Профессор экономики с 2010 года.
Свою преподавательскую деятельность начал в должности ассистента кафедры экономической теории и мировой экономики экономического факультета УрГУ в 1994—1997 годах, был доцентом кафедры экономической истории и экономики в 1997—2003 годах, заведующий кафедры мировой экономики в 2004—2013 годах. В 2003—2011 годах являлся деканом экономического факультета Уральского государственного университета. В 2011—2013 годах директор Высшей школы экономики и менеджмента Уральского федерального университета. С сентября 2013 года до октября 2021 года — директор филиала НИУ Высшая школа экономики в Санкт-Петербурге.
Стажировался в университетах США, Германии, Австрии, Чехии. Являлся членом комиссии по модернизации и технологическому развитию при губернаторе Свердловской области в 2010—2012 годах, антикризисной комиссии при губернаторе Свердловской области в 2009—2012 годах, членом Совета ректоров вузов Санкт-Петербурга.
Сергей Михайлович является внештатным сотрудником Института экономических исследований при Мюнхенском университете с 2006 года, членом экспертного совета журнала и аналитического центра «Эксперт-Урал» с 2007 года, членом двух диссертационных советов по защите диссертаций на соискание учёной степени доктора экономических наук с 2008 года, приглашённым профессором Венского экономического университета с 2009 года, членом экспертного совета по экономическим наукам ВАК Министерства образования и науки РФ с 2010 года.

## Награды
За свои достижения был неоднократно отмечен грантами и наградами:
- 1997 — грант от Института «Открытое общество» (Фонда Сороса) за разработку программы и методических материалов к учебному курсу «Немонетарная теория международной экономики и международной торговой политики»;
- 1998 — грант от Института Открытое общество (Фонда Сороса) за разработку программы и методических материалов к учебному курсу «Микроэкономика. Часть 2»;
- 1998 — грант от Организации экономического сотрудничества и развития (ОЭСР) на подготовку аналитического доклада для заседания Торгового комитета ОЭСР в Париже, совместно с профессором Д. Н. Бахрахом;
- 1999 — грант от TEMPUS-TACIS на Программу повышения академического уровня "Tempus-Tacis Mobility Joint European Project «CHAIN-E», научная стажировка и доклад на исследовательском семинаре в Университете Оснабрюка (Германия);
- 1999—2000 — грант от ACE-TACIS на совместный исследовательский проект с Российской экономической школой «Прямые зарубежные инвестиции в переходной экономике России» совместно с Т. В. Кулаковой;
- 2001 — грант от Фонда Евразия и Российской программы экономических исследований (EERC[англ.]) на исследовательский проект «Факторы, влияющие на внешние эффекты от прямых зарубежных инвестиций для российских компаний: отраслевой и региональный аспекты», совместно с Т. В. Кулаковой;
- 2001 — грант от TEMPUS-TACIS на Программу повышения академического уровня "Tempus-Tacis Mobility Joint European Project «CHAIN-E», научная стажировка и доклад на исследовательском семинаре в Университете Оснабрюка;
- 2001—2002 — грант от Фонда Евразия и Российской программы экономических исследований (EERC) на исследовательский проект «Прямые зарубежные инвестиции и рост разнообразия товаров, предлагаемых российскими компаниями», совместно с Т. В. Кулаковой;
- 2003 — почётная грамота;
- 2008 — почётная грамота Министерства образования и науки РФ;
- 2008 — почётная грамота Министерства образования и науки РФ;
- 2010 — почётная грамота;
- 2014 — премия топ-100 в номинации «Лучший менеджер в сфере образования»;
- 2014 — победитель в номинации «Эксперт года — 2014» в сфере образования журнала «Эксперт Северо-Запад»;
- 2015 — почётная грамота НИУ ВШЭ.